# Nam vương Toàn cầu
Nam vương Toàn cầu (tiếng Anh: Mister Global) là cuộc thi sắc đẹp dành cho nam giới thường niên được tổ chức tại Thái Lan. Cuộc thi đầu tiên được tổ chức tại thành phố Pak Chong, Nakhon Ratchasima - cách Bangkok 170 km (105 dặm) với 16 thí sinh tham gia.
Đương kim Nam vương Toàn cầu 2024 là Daumier Corilla đến từ  Philippines.

## Người giữ danh hiệu
| Lần thứ                              | Năm  | Ngày                 | Nam vương Toàn cầu                         | Á vương                                  | Á vương                         | Á vương                              | Á vương                                 | Nơi tổ chức                 | Số thí sinh |
| Lần thứ                              | Năm  | Ngày                 | Nam vương Toàn cầu                         | 1                                        | 2                               | 3                                    | 4                                       | Nơi tổ chức                 | Số thí sinh |
| ------------------------------------ | ---- | -------------------- | ------------------------------------------ | ---------------------------------------- | ------------------------------- | ------------------------------------ | --------------------------------------- | --------------------------- | ----------- |
| 1                                    | 2014 | 27 tháng 3 năm 2014  | Myat Thuya Lwin · Myanmar                  | Michael South · Canada                   | Lee Jun Ho · Hàn Quốc           | Nguyễn Hữu Vi · Việt Nam             | Wilfred Placencia · Philippines         | Nakhon Ratchasima, Thái Lan | 16          |
| 2                                    | 2015 | 7 tháng 3 năm 2015   | Nguyễn Văn Sơn · Việt Nam                  | Yuber José Jimenez · Venezuela           | Apiwit Kunadireck · Thái Lan    | Diogo Bernardes · Brasil             | Bryan Weber · Pháp                      | Băng Cốc, Thái Lan          | 21          |
| 3                                    | 2016 | 6 tháng 5 năm 2016   | Tomáš Martinka · Séc                       | Thawatchai Jaikhan · Thái Lan            | Chema Malavia · Tây Ban Nha     | Giba Pignatti · Brasil               | Noel Ng · Singapore                     | Chiang Mai, Thái Lan        | 30          |
| 4                                    | 2017 | 20 tháng 5 năm 2017  | Pedro Gicca · Brasil                       | Gerrie Havenga · Nam Phi                 | Christopher Bramell · Anh       | Fabián Esteban Abello · Chile        | Nguyễn Văn Thuận · Việt Nam             | Chiang Mai, Thái Lan        | 28          |
| 5                                    | 2018 | 22 tháng 7 năm 2018  | Dario Duque · Hoa Kỳ                       | Ahmed Lasheen · Ai Cập                   | Jakub Kucner · Ba Lan           | Dwayne Geldenhuis · Nam Phi          | Staporn Moollisan · Thái Lan            | Băng Cốc, Thái Lan          | 38          |
| 6                                    | 2019 | 26 tháng 9 năm 2019  | Jongwoo Kim · Hàn Quốc                     | Houssem Saïdi · Tunisia                  | José Luis Navarro · Tây Ban Nha | Kenan Murseli · Thụy Sĩ              | Braulio Encarnación · Cộng hòa Dominica | Băng Cốc, Thái Lan          | 38          |
| Năm 2020 bị hủy do đại dịch COVID-19 |      |                      |                                            |                                          |                                 |                                      |                                         |                             |             |
| 7                                    | 2021 | 15 tháng 3 năm 2022  | Miguel Ángel Lucas · Tây Ban Nha · (Từ bỏ) | Danh Chiếu Linh · Việt Nam · (Tiếp quản) | Dongwoo Shin · Hàn Quốc         | Juan Carlos Da Silva · Venezuela     | Gabriel Alejandro Ortiz · México        | Maha Sarakham, Thái Lan     | 33          |
| 8                                    | 2022 | 11 tháng 2 năm 2023  | Juan Carlos Ariosa · Cuba                  | Oscar Guerrero · Colombia                | William Gama · Brasil           | Không trao giải                      | Không trao giải                         | Chiang Mai, Thái Lan        | 39          |
| 9                                    | 2023 | 26 tháng 11 năm 2023 | Jason Bretfelean · Ấn Độ                   | Oliver Cheung · Hồng Kông                | Álvaro Flores · Chile           | Kevin Davalos Tai · Đài Loan         | Lê Hữu Đạt · Việt Nam                   | Maha Sarakham, Thái Lan     | 36          |
| 10                                   | 2024 | 6 tháng 10 năm 2024  | Daumier Corilla · Philippines              | Manuel Romo · Tây Ban Nha                | Favour Ogbuokiri · Nigeria      | Patrick Pho-ngam Forstner · Thái Lan | Luiz Mascarenhas · Brasil               | Băng Cốc, Thái Lan          | 32          |
| 11                                   | 2025 | 5 tháng 10 năm 2025  |                                            |                                          |                                 |                                      |                                         | Thái Lan                    |             |

### Quốc gia theo số người đăng quang
| Quốc gia    | Số đăng quang | Năm        |
| ----------- | ------------- | ---------- |
| Việt Nam    | 2             | 2015, 2021 |
| Myanmar     | 1             | 2014       |
| Séc         | 1             | 2016       |
| Brasil      | 1             | 2017       |
| Hoa Kỳ      | 1             | 2018       |
| Hàn Quốc    | 1             | 2019       |
| Tây Ban Nha | 1             | 2021       |
| Cuba        | 1             | 2022       |
| Ấn Độ       | 1             | 2023       |
| Philippines | 1             | 2024       |

## Các lần tổ chức Mister Global

### 2025
Mister Global 2025 là cuộc thi Mister Global lần thứ 11 được tổ chức tại Thái Lan vào ngày 5 tháng 10 năm 2025.
Các thí sinh
| Quốc gia/vùng lãnh thổ | Thí sinh                       |
| ---------------------- | ------------------------------ |
| Ấn Độ                  | Rakesh Bhosekar                |
| Bờ Biển Ngà            | Sie Josue Coulibaly            |
| Brasil                 | Lucas Laet                     |
| Colombia               | Sebastián Velandia             |
| Cuba                   | Daviel Ruiz Cabrera            |
| Curaçao                | Joshua Sirvania                |
| Cộng hòa Dominica      | Yilbert Mejía                  |
| Đức                    | Marc Arthur Tsanang            |
| Ecuador                | Ivan Andres Morejon            |
| El Salvador            | Arturo Daniel Alfaro           |
| Hoa Kỳ                 | Riley Hedstrom                 |
| Indonesia              | Arrie Octrian                  |
| Lào                    | Bobbi Youphalat Phethany       |
| Malaysia               | Joe Tan Ju Jie                 |
| México                 | Alejandro Silva                |
| Myanmar                | Di Yan                         |
| Nam Phi                | Charl-Jaquairdo van Helsdingen |
| Nigeria                | Victor Ngoka                   |
| Panamá                 | Frank Mendez                   |
| Paraguay               | Agustin Franco                 |
| Perú                   | Luigi Moron Safra              |
| Pháp                   | Damien Muller                  |
| Philippines            | Jether Palomo                  |
| Puerto Rico            | Edrick Morillo                 |
| Singapore              | William Archery                |
| Tây Ban Nha            | Alejandro Ortega               |
| Uruguay                | Bruno Reyes                    |

Dự thi cuộc thi sắc đẹp quốc tế khác
| Cuộc thi         | Năm  | Quốc gia/vùng lãnh thổ | Thí sinh                       | Thứ hạng | T.k.   |
| ---------------- | ---- | ---------------------- | ------------------------------ | -------- | ------ |
| Mister Gay World | 2020 | Nam Phi                | Charl-Jaquairdo van Helsdingen | Top 5    | [ 11 ] |

## Danh sách đại diện Việt Nam
Chú thích màu
- : Nam vương
- : Á vương
- : Top chung kết
- : Top bán chung kết
- : Được giải thưởng đặc biệt

| Năm  | Tên                    | Quê quán              | Danh hiệu quốc gia                                                           | Thứ hạng                  | Giải thưởng đặc biệt                                                           | T.k.   |
| ---- | ---------------------- | --------------------- | ---------------------------------------------------------------------------- | ------------------------- | ------------------------------------------------------------------------------ | ------ |
| 2014 | Nguyễn Hữu Vi          | Hà Nội                | Bổ nhiệm - (Người mẫu Ảnh Ngôi sao Thời trang 2010)                          | Á vương 3                 | 2 - - Mister Photogenic - Top 5 Mister Talent                                  | [ 12 ] |
| 2015 | Nguyễn Văn Sơn         | Thanh Hóa             | Bổ nhiệm                                                                     | Mister Global             | 1 - - Mister Internet Popularity                                               | [ 13 ] |
| 2016 | Nguyễn Phúc Vĩnh Cường | Đà Nẵng               | Bổ nhiệm                                                                     | Không đạt giải            |                                                                                |        |
| 2017 | Nguyễn Văn Thuận       | Long An               | Bổ nhiệm                                                                     | Á vương 4                 | 1 - - Best Talent                                                              | [ 14 ] |
| 2018 | Mạc Trung Kiên         | Hải Dương             | Bổ nhiệm - (Top 10 Hot Face Việt Nam 2017) (Quán quân The Face Vietnam 2018) | Top 16                    | 1 - - Best Model                                                               | [ 15 ] |
| 2019 | Nguyễn Hùng Cường      | Đồng Nai              | Bổ nhiệm - (Á quân Vietnam Fitness Model 2017)                               | Top 16                    | 1 - - Mister Internet Popularity                                               |        |
| 2021 | Danh Chiếu Linh        | Kiên Giang            | Bổ nhiệm - (Top 30 Mister Vietnam 2019)                                      | Mister Global (Tiếp quản) | 1 - - Top 5 Mister Na Chuek Favorite                                           | [ 16 ] |
| 2022 | Thạch Kiêm Mara        | Trà Vinh              | Bổ nhiệm - (Top 11 Mister Vietnam 2024)                                      | Top 15                    |                                                                                |        |
| 2023 | Lê Hữu Đạt             | Hải Phòng             | Bổ nhiệm - (Á quân 2 Mister Vietnam 2019)                                    | Á vương 4                 | 2 - - 1st Runner-up Best National Costume - 4th Runner-up Mister Katharawichai |        |
| 2024 | Cao Quốc Thắng         | Thành phố Hồ Chí Minh | Bổ nhiệm - (Top 20 Mister Vietnam 2024)                                      | Không đạt giải            |                                                                                |        |